# Coccinia subhastata
Coccinia subhastata är en gurkväxtart som beskrevs av Keraudr.. Coccinia subhastata ingår i släktet Coccinia, och familjen gurkväxter. Inga underarter finns listade i Catalogue of Life.